# Guadalcanalhonungsfågel
Guadalcanalhonungsfågel (Guadalcanaria inexpectata) är en fågel i familjen honungsfåglar inom ordningen tättingar.

## Utbredning och systematik
Fågeln förekommer i bergen på Guadalcanal (sydöstra Salomonöarna). Den placeras som enda art i släktet Guadalcanaria. 

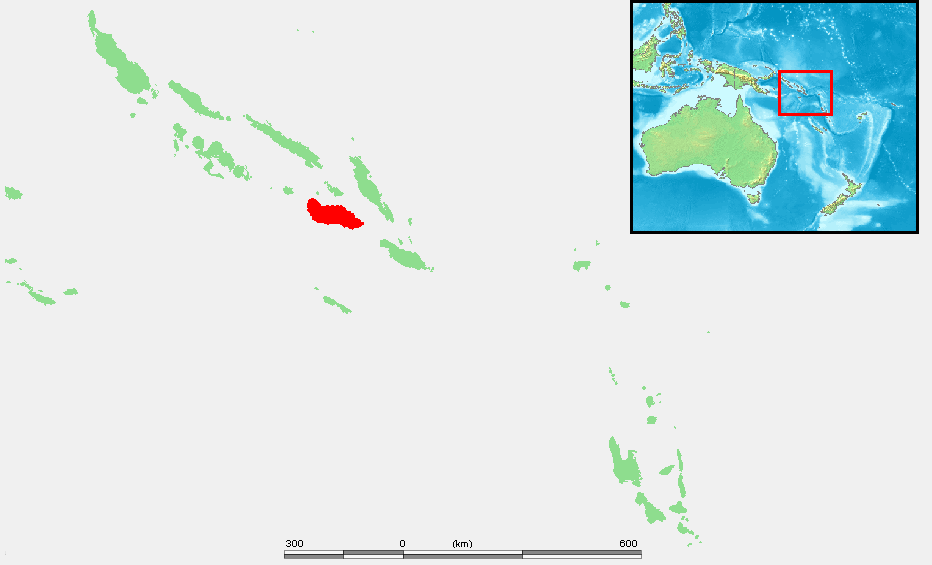
Fågeln förekommer endast på ön Guadalcanal i Salomonöarna.

## Status
IUCN kategoriserar arten som livskraftig.